# Seznam vrcholů v Jizerských horách

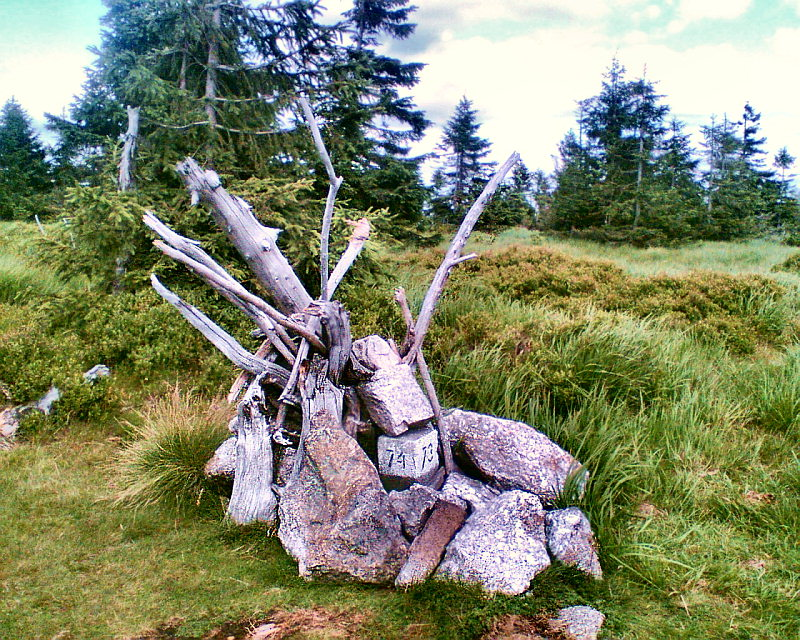
Wysoka Kopa
(nejvyšší vrchol Jizerských hor)

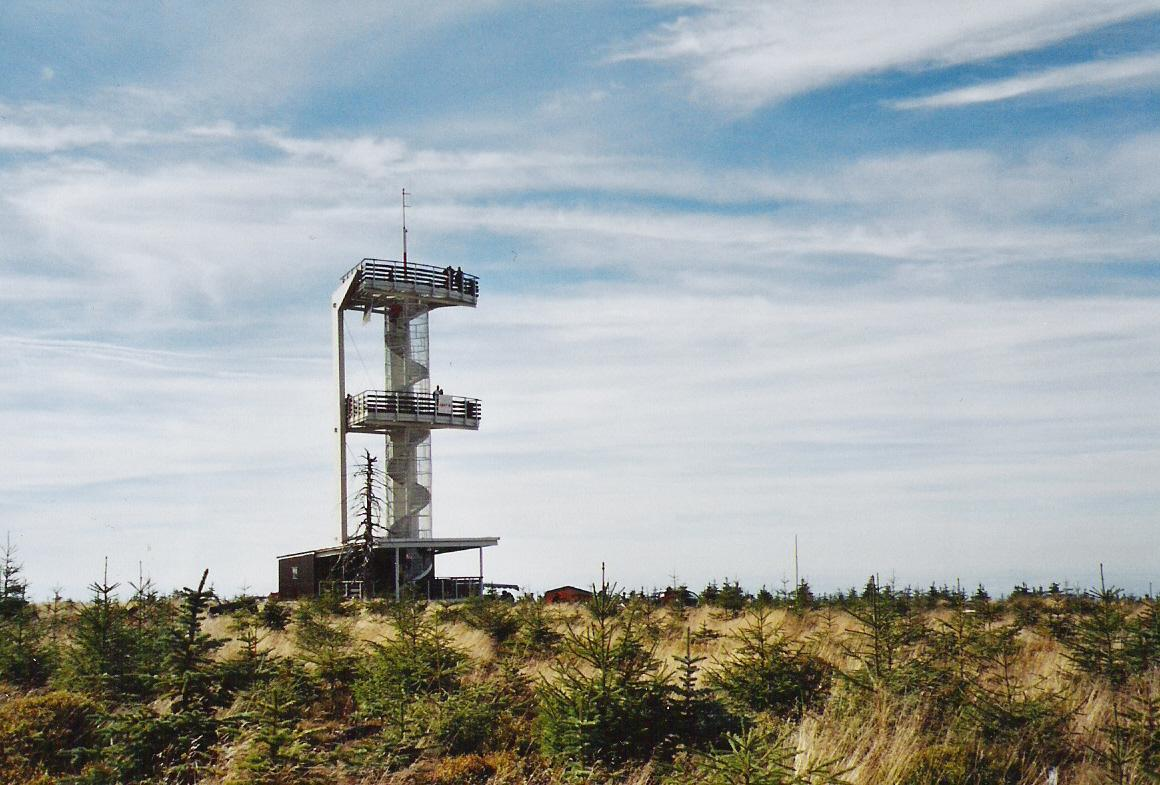
Smrk
(nejvyšší v Česku; nejizolovanější)

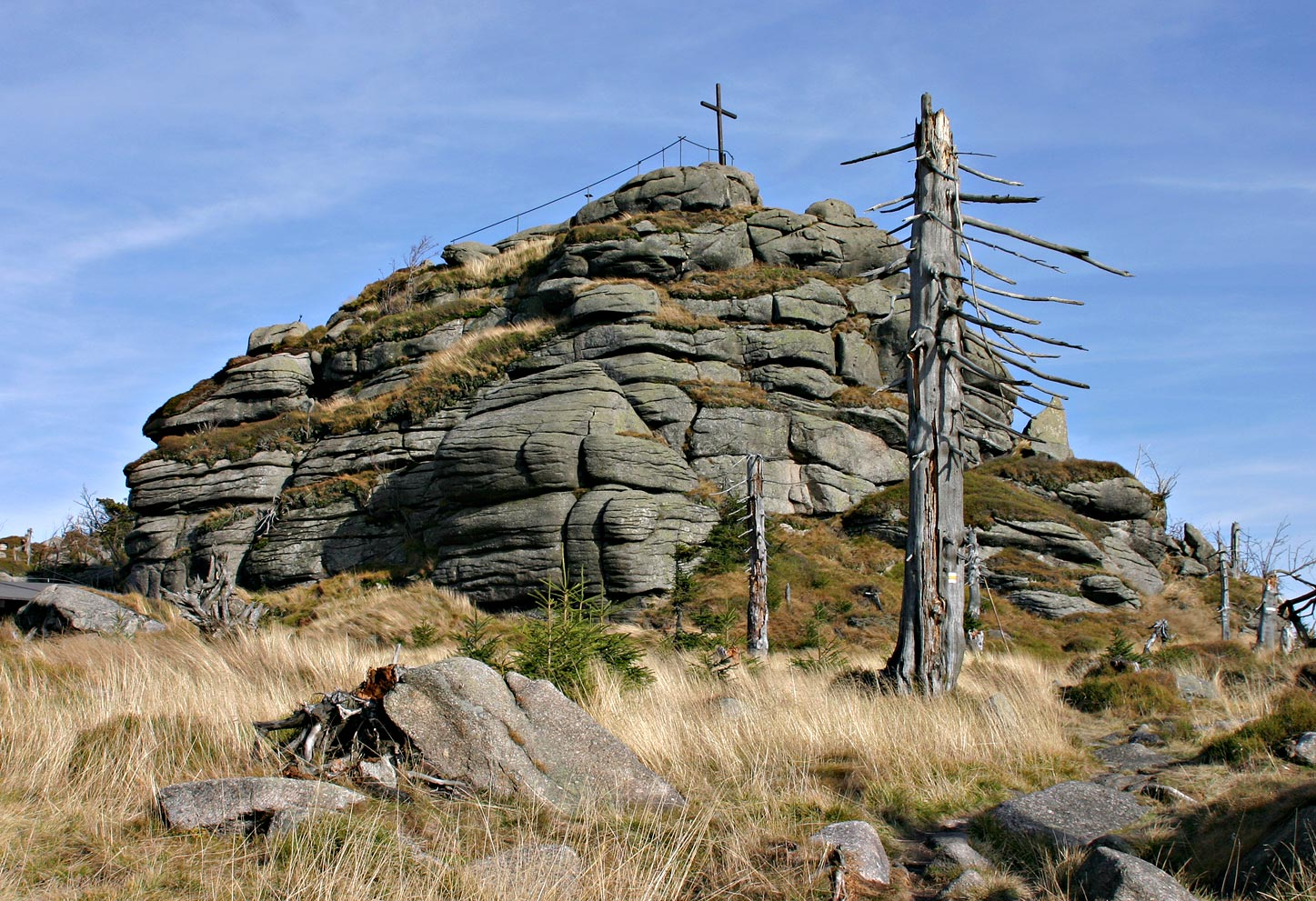
Jizera
(2. nejvyšší v Česku)
(2. nejprominentnější tisícovka)

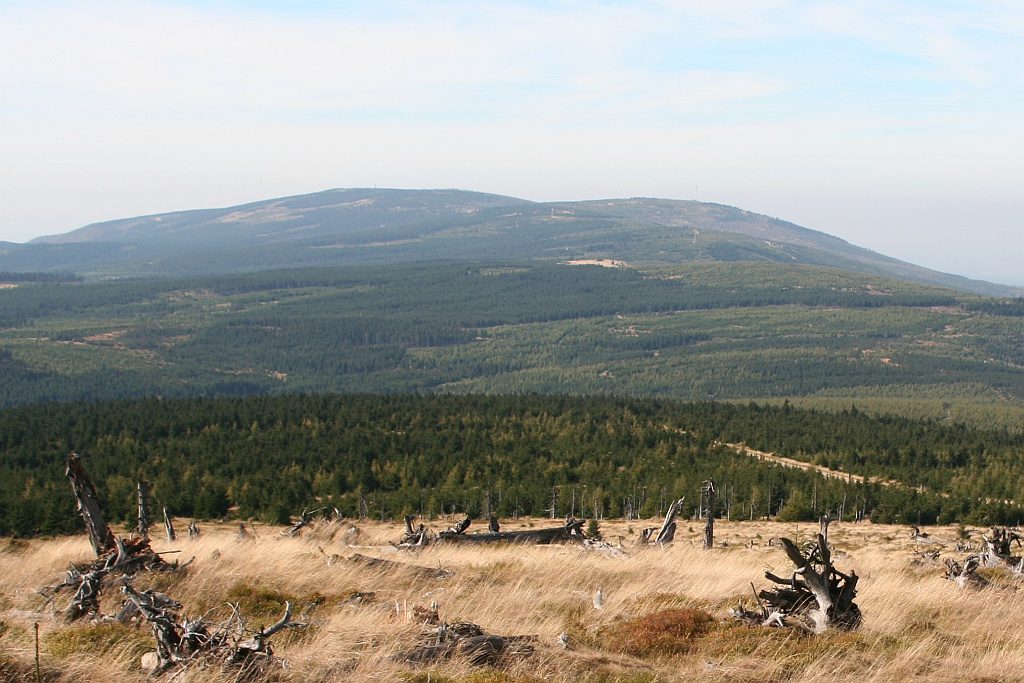
Stóg Izerski
(nejsevernější tisícovka)

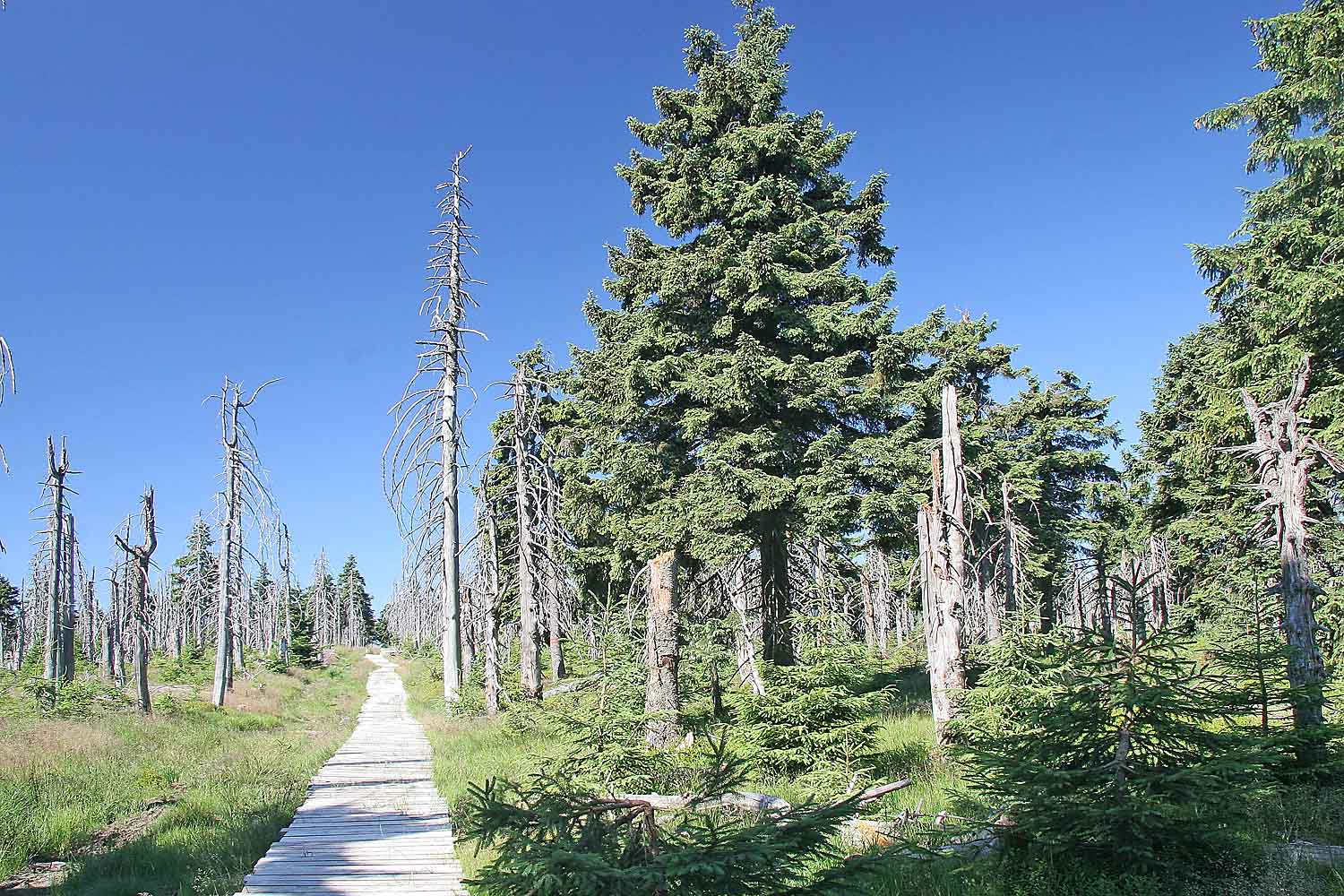
Černá hora
(3. nejvyšší v Česku)

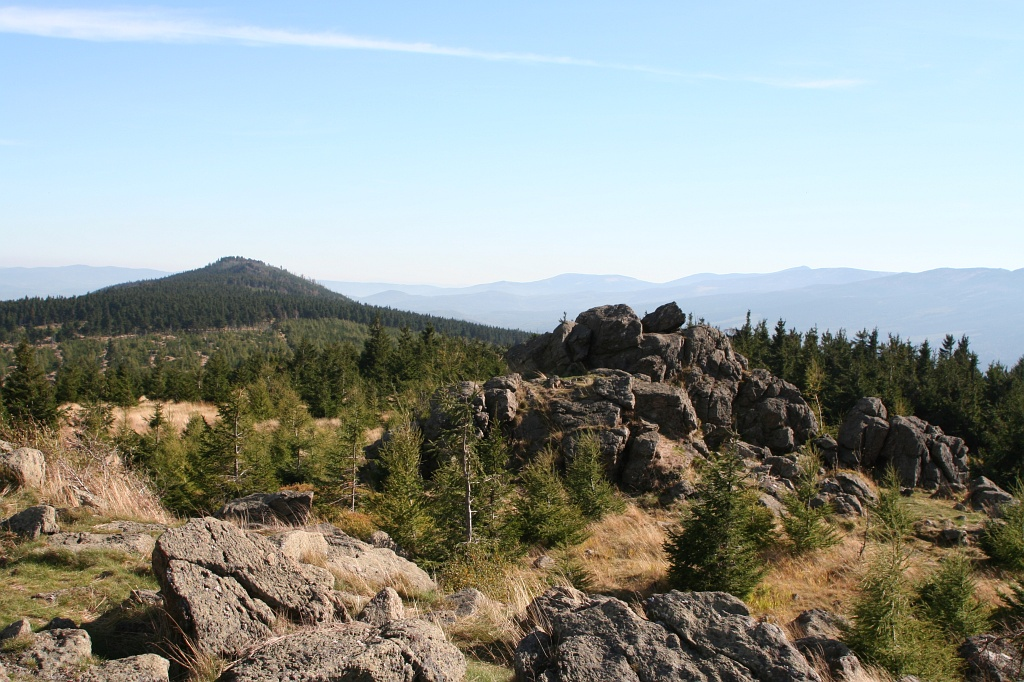
Wysoki Kamień
(4. nejizolovanější tisícovka)

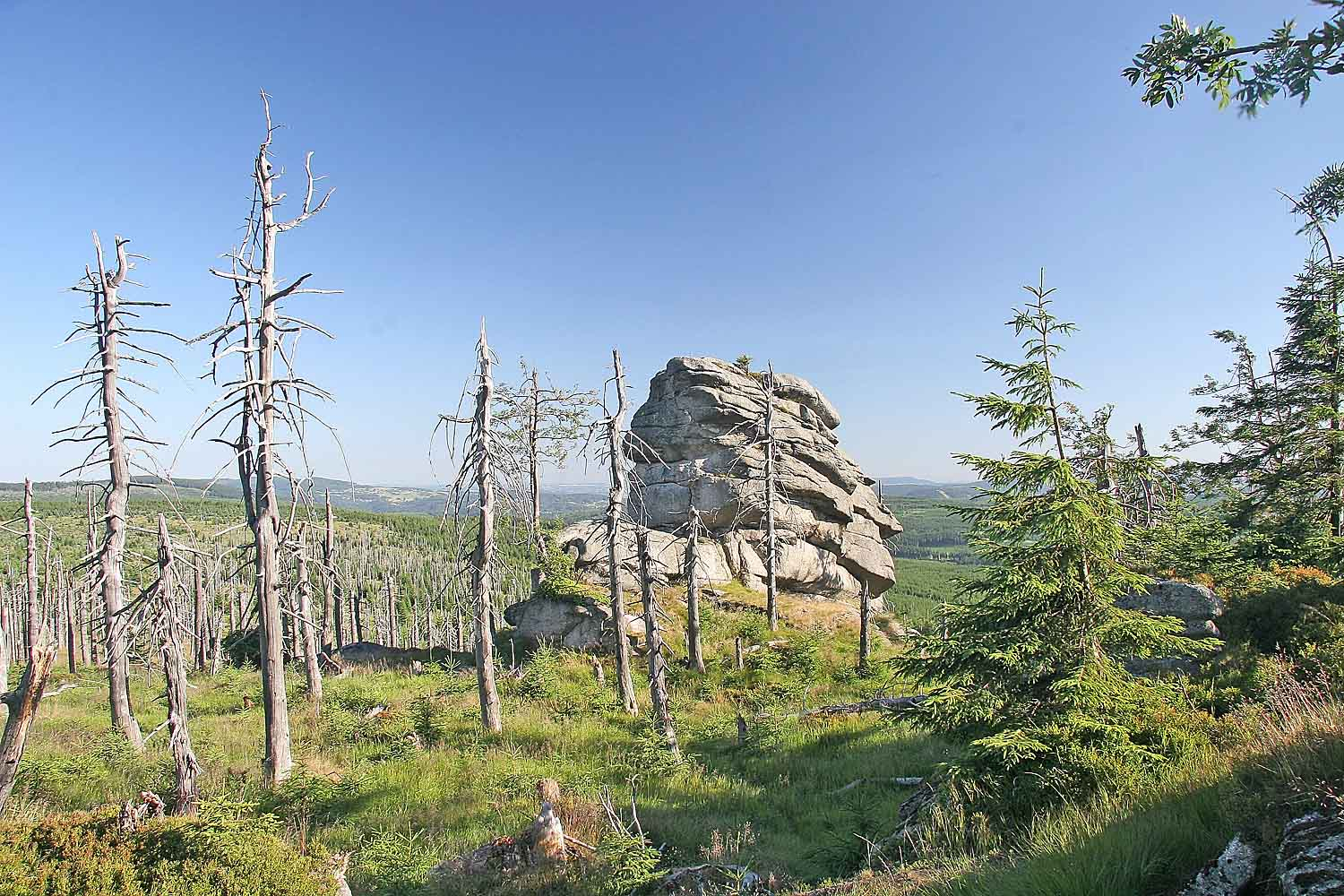
Černý vrch
(4. nejprominentnější tisícovka)

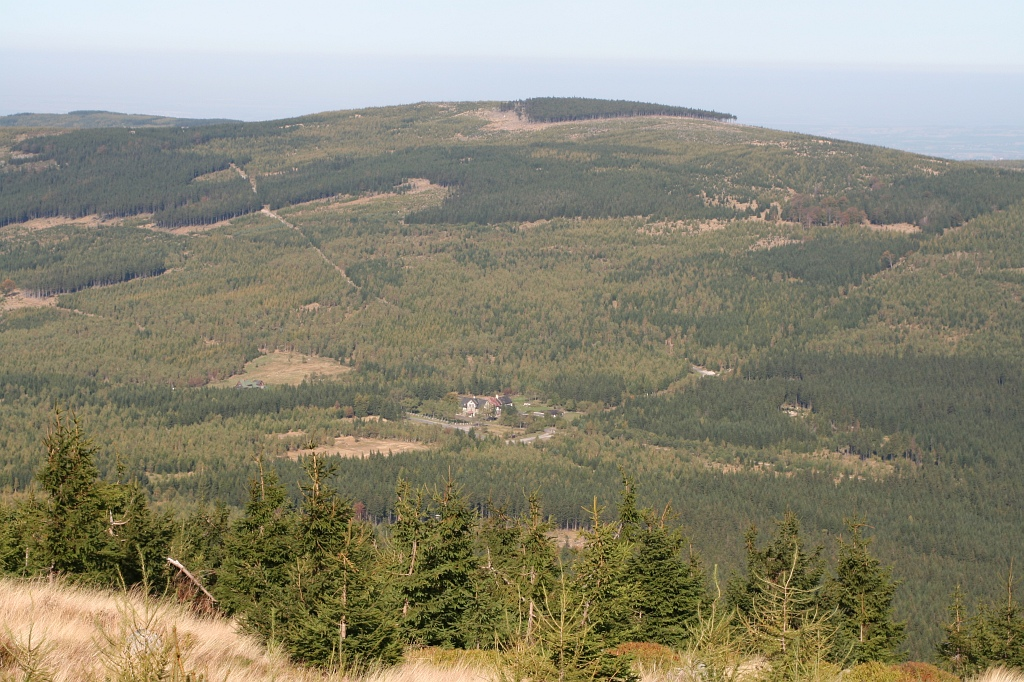
Kamienica
(2. nejprominentnější v Polsku)

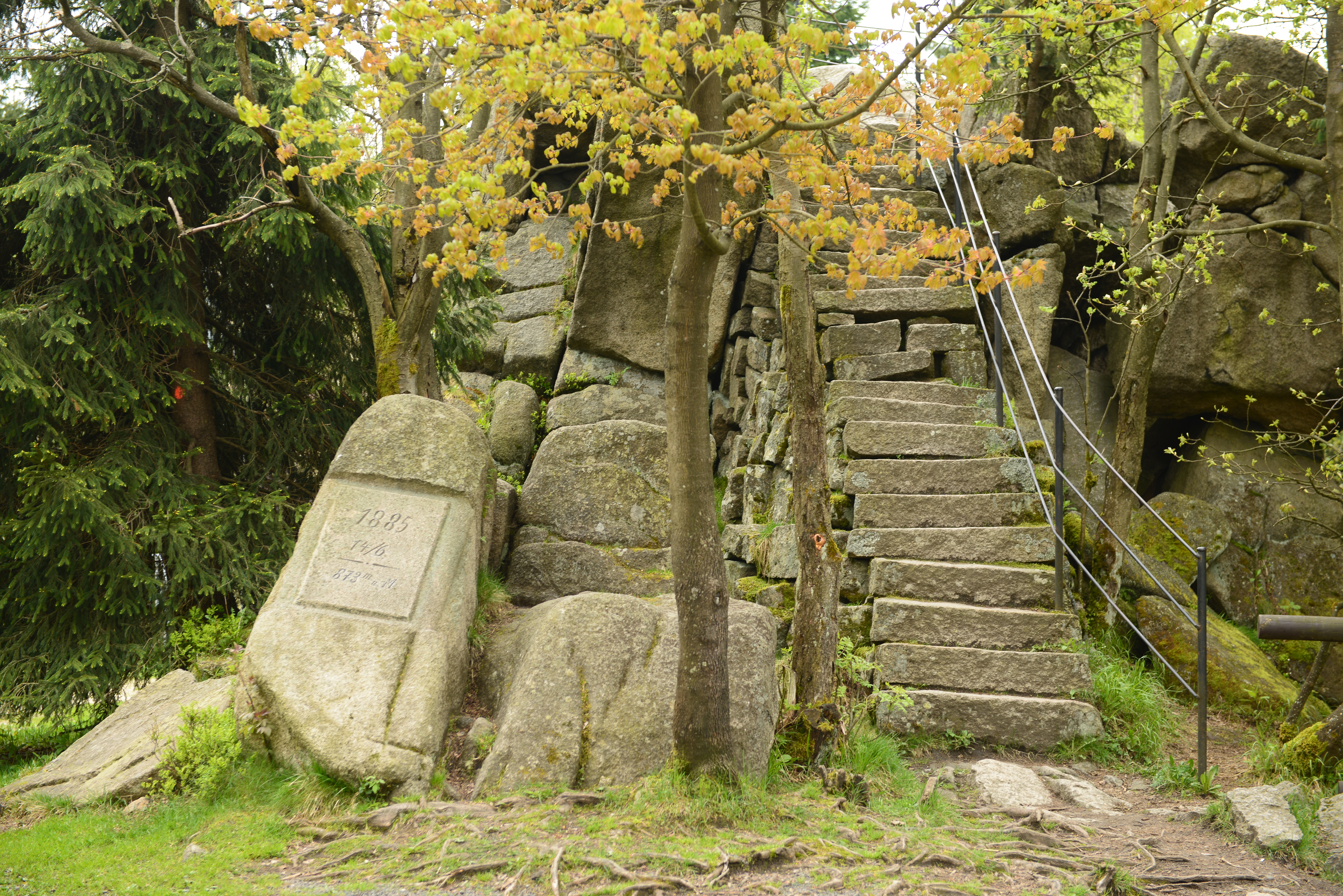
Černá studnice
(2. nejizolovanější)
(3. nejprominentnější)

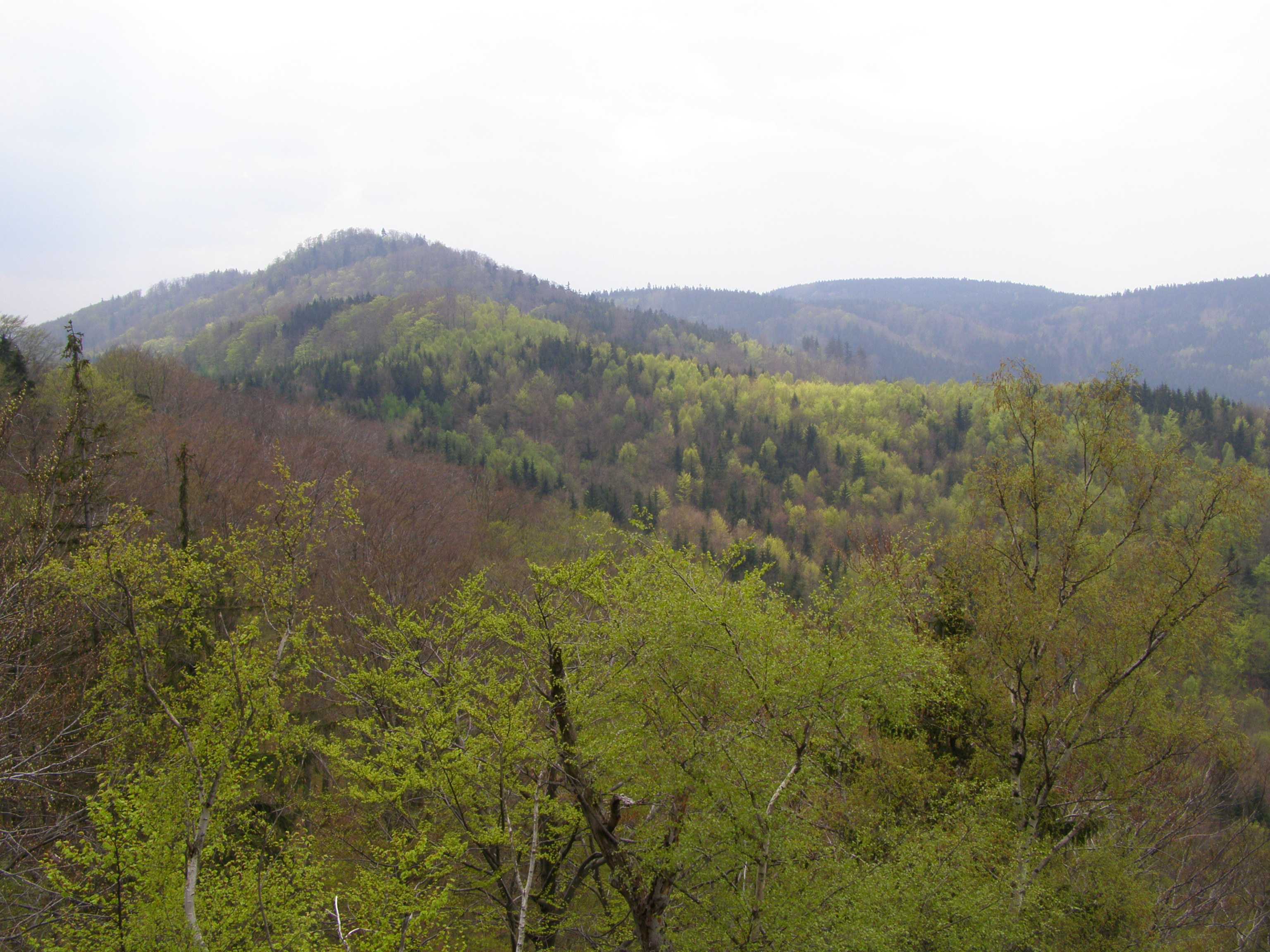
Špičák
(nejprominentnější vrchol)

Seznam vrcholů v Jizerských horách zahrnuje všechny tisícovky (hory s nadmořskou výškou nad 1000 m) a také všechny hory s prominencí (relativní výškou) nad 100 metrů v české i polské části pohoří. Seznam tisícovek vychází z údajů dostupných na stránkách Tisicovky.cz a z mapy na Geoportal.gov.pl a seznam nejprominentnějších hor z údajů na Mapy.com a ze základních topografických map ČR. Jako hranice pohoří je uvažována hranice stejnojmenného geomorfologického celku.

## Seznam vrcholů podle výšky
Seznam vrcholů podle výšky obsahuje všechny jizerskohorské tisícovky s prominencí alespoň 5 metrů. Celkem jich je 30, z toho 15 v české části (včetně vedlejšího vrcholu Bílá smrt) a dalších 15 v polské části (včetně 6 vedlejších vrcholů s prominencí 5-15 m). V Polsku se nachází i nejvyšší vrchol Jizerských hor Wysoka Kopa (1128 m n. m.), o čtyři metry vyšší než český Smrk.

| #   | Vrchol          | Výška m n. m. | Promi- nence | Izolace (km)          | Souřadnice                       | Stát |
| --- | --------------- | ------------- | ------------ | --------------------- | -------------------------------- | ---- |
| 01. | Wysoka Kopa     | 1128          | 243          | 05,6 → Žlabský vrch   | 50°50′59″ s. š., 15°25′12″ v. d. | PL   |
| 02. | Smrk            | 1124          | 184          | 11,0 → Wysoka Kopa    | 50°53′21″ s. š., 15°16′23″ v. d. | CZ   |
| 03. | Smrek           | 1123          | 005          | 00,4 → Smrk           | 50°53′22″ s. š., 15°16′47″ v. d. | PL   |
| 04. | Jizera          | 1122          | 238          | 06,2 → Smrk           | 50°50′01″ s. š., 15°15′35″ v. d. | CZ   |
| 05. | Sine Skałki     | 1122          | 016          | 01,2 → Wysoka Kopa    | 50°51′26″ s. š., 15°24′23″ v. d. | PL   |
| 06. | Przednia Kopa   | 1114          | 007          | 01,0 → Wysoka Kopa    | 50°51′34″ s. š., 15°24′53″ v. d. | PL   |
| 07. | Stóg Izerski    | 1107          | 050          | 01,5 → Smrek          | 50°53′29″ s. š., 15°18′13″ v. d. | PL   |
| 08. | Černá hora      | 1084          | 110          | 03,4 → Jizera         | 50°49′38″ s. š., 15°12′36″ v. d. | CZ   |
| 09. | Smědavská hora  | 1084          | 097          | 02,0 → Jizera         | 50°51′01″ s. š., 15°14′43″ v. d. | CZ   |
| 10. | Izerskie Garby  | 1084          | 025          | 00,8 → Wysoka Kopa    | 50°51′07″ s. š., 15°26′14″ v. d. | PL   |
| 11. | Holubník        | 1071          | 072          | 02,2 → Černá hora     | 50°50′27″ s. š., 15°11′01″ v. d. | CZ   |
| 12. | Sněžné věžičky  | 1066          | 016          | 00,6 → Černá hora     | 50°49′51″ s. š., 15°13′14″ v. d. | CZ   |
| 13. | Wysoki Kamień   | 1058          | 060          | 03,5 → Izerskie Garby | 50°50′44″ s. š., 15°29′29″ v. d. | PL   |
| 14. | Wysoki Kamień Z | 1050          | 012          | 00,3 → Wysoki Kamień  | 50°50′46″ s. š., 15°29′10″ v. d. | PL   |
| 15. | Zwalisko        | 1047          | 022          | 00,7 → Izerskie Garby | 50°50′58″ s. š., 15°27′09″ v. d. | PL   |
| 16. | Łużec           | 1037          | 005          | 00,4 → Stóg Izerski   | 50°53′00″ s. š., 15°19′46″ v. d. | PL   |
| 17. | Černý vrch      | 1029          | 142          | 01,9 → Jizera         | 50°49′50″ s. š., 15°17′55″ v. d. | CZ   |
| 18. | Zawalidroga     | 1025          | 007          | 00,4 → Wysoki Kamień  | 50°50′48″ s. š., 15°28′48″ v. d. | PL   |
| 19. | Zawalidroga Z   | 1023          | 012          | 00,4 → Zawalidroga    | 50°50′52″ s. š., 15°28′28″ v. d. | PL   |
| 20. | Věžní skály     | 1018          | 115          | 03,4 → Černý vrch     | 50°50′11″ s. š., 15°20′54″ v. d. | CZ   |
| 21. | Ptačí kupy      | 1013          | 034          | 00,4 → Holubník       | 50°50′49″ s. š., 15°10′25″ v. d. | CZ   |
| 22. | Na kneipě       | 1013          | 016          | 00,7 → Jizera         | 50°49′59″ s. š., 15°14′20″ v. d. | CZ   |
| 23. | Bílá smrt       | 1010          | 009          | 00,4 → Holubník       | 50°50′09″ s. š., 15°11′53″ v. d. | CZ   |
| 24. | Polední kameny  | 1006          | 020          | 00,8 → Smědavská h.   | 50°51′12″ s. š., 15°13′29″ v. d. | CZ   |
| 25. | Bukovec         | 1005          | 099          | 02,6 → Věžní skály    | 50°48′52″ s. š., 15°21′29″ v. d. | CZ   |
| 26. | Zámky           | 1005          | 060          | 02,6 → Bukovec        | 50°47′37″ s. š., 15°20′22″ v. d. | CZ   |
| 27. | Milíře          | 1002          | 062          | 01,6 → Jizera         | 50°48′45″ s. š., 15°15′35″ v. d. | CZ   |
| 28. | Cicha Równia    | 1001          | 046          | 01,8 → Złote Jamy     | 50°49′26″ s. š., 15°24′58″ v. d. | PL   |
| 29. | Podmokła        | 1001          | 036          | 01,1 → Łużec          | 50°52′35″ s. š., 15°21′13″ v. d. | PL   |
| 30. | Krogulec        | 1001          | 028          | 01,0 → Cicha Równia   | 50°49′25″ s. š., 15°24′11″ v. d. | PL   |

## Seznam vrcholů podle prominence
Seznam vrcholů podle prominence obsahuje všechny jizerskohorské hory s prominencí (relativní výškou) nad 100 metrů, bez ohledu na nadmořskou výšku. Celkem jich je 14, z toho 12 v české části hor a jen 2 v polské. Nejprominentnější horou překvapivě není ta nejvyšší, ale Špičák, oddělený od zbytku Jizerských hor hlubokým Oldřichovským sedlem. Wysoka Kopa je druhá a Smrk, nejvyšší hora české části, až šestý.
| #   | Vrchol                | Výška m n. m. | Promi- nence | Izolace (km)         | Souřadnice                       | Stát |
| --- | --------------------- | ------------- | ------------ | -------------------- | -------------------------------- | ---- |
| 01. | Špičák (Oldřichovský) | 0724          | 246          | 03,5 → Poledník      | 50°51′52″ s. š., 15°04′28″ v. d. | CZ   |
| 02. | Wysoka Kopa           | 1128          | 243          | 05,6 → Luboch        | 50°50′59″ s. š., 15°25′12″ v. d. | PL   |
| 03. | Černá studnice        | 0872          | 243          | 08,0 → Milíře        | 50°42′43″ s. š., 15°14′02″ v. d. | CZ   |
| 04. | Jizera                | 1122          | 238          | 06,2 → Smrk          | 50°50′01″ s. š., 15°15′35″ v. d. | CZ   |
| 05. | Kamienica             | 0973          | 206          | 02,8 → Przednia Kopa | 50°53′02″ s. š., 15°26′32″ v. d. | PL   |
| 06. | Smrk                  | 1124          | 184          | 11,0 → Wysoka Kopa   | 50°53′21″ s. š., 15°16′23″ v. d. | CZ   |
| 07. | Špičák (Tanvaldský)   | 0812          | 179          | 02,6 → Milíře        | 50°45′03″ s. š., 15°16′54″ v. d. | CZ   |
| 08. | Černý vrch            | 1029          | 142          | 01,9 → Jizera        | 50°49′50″ s. š., 15°17′55″ v. d. | CZ   |
| 09. | Věžní skály           | 1018          | 115          | 03,4 → Černý vrch    | 50°50′11″ s. š., 15°20′54″ v. d. | CZ   |
| 10. | Císařský kámen        | 0637          | 114          | 02,7 → Javorník      | 50°42′47″ s. š., 15°06′15″ v. d. | CZ   |
| 11. | Stržový vrch          | 0710          | 113          | 01,2 → Špičák        | 50°52′05″ s. š., 15°05′27″ v. d. | CZ   |
| 12. | Černá hora            | 1084          | 110          | 03,4 → Jizera        | 50°49′38″ s. š., 15°12′36″ v. d. | CZ   |
| 13. | Lysý vrch             | 0643          | 110          | 03,4 → Kančí vrch    | 50°51′57″ s. š., 15°00′03″ v. d. | CZ   |
| 14. | Buková                | 0838          | 102          | 06,4 → Nekras        | 50°45′37″ s. š., 15°14′39″ v. d. | CZ   |

## Seznam ultratisícovek
Ultratisícovky jsou hory s nadmořskou výškou alespoň 1000 metrů, prominencí (převýšením od klíčového sedla) alespoň 100 metrů a izolací alespoň 1 km. Jsou tedy průnikem nejvyšších a nejprominentnějších hor. V Jizerských horách jich je 6, z toho 5 v české části a 1 v polské.
| #   | Vrchol      | Výška m n. m. | Promi- nence | Izolace (km)       | Souřadnice                       | Stát |
| --- | ----------- | ------------- | ------------ | ------------------ | -------------------------------- | ---- |
| 01. | Wysoka Kopa | 1126          | 241          | 05,6 → Luboch      | 50°50′59″ s. š., 15°25′12″ v. d. | PL   |
| 02. | Jizera      | 1122          | 238          | 06,2 → Smrk        | 50°50′01″ s. š., 15°15′35″ v. d. | CZ   |
| 03. | Smrk        | 1124          | 184          | 11,0 → Wysoka Kopa | 50°53′21″ s. š., 15°16′23″ v. d. | CZ   |
| 04. | Černý vrch  | 1029          | 142          | 01,9 → Jizera      | 50°49′50″ s. š., 15°17′55″ v. d. | CZ   |
| 05. | Věžní skály | 1018          | 115          | 03,4 → Černý vrch  | 50°50′11″ s. š., 15°20′54″ v. d. | CZ   |
| 06. | Černá hora  | 1084          | 110          | 03,4 → Jizera      | 50°49′38″ s. š., 15°12′36″ v. d. | CZ   |